# Polska na Halowych Mistrzostwach Europy w Lekkoatletyce 2002

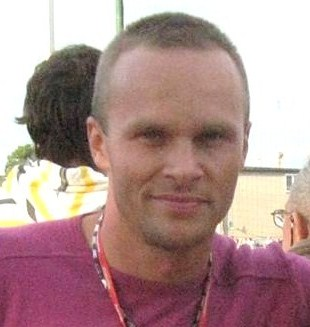
Marcin Urbaś wygrał bieg na 200 metrów

Polska na Halowych Mistrzostwach Europy w Lekkoatletyce 2002 – reprezentacja Polski podczas zawodów w Wiedniu zdobyła siedem medali w tym aż cztery złote.

## Wyniki reprezentantów Polski

### Mężczyźni
- bieg na 200 m
  - Marcin Urbaś zajął 1. miejsce
  - Robert Maćkowiak zajął 3. miejsce
  - Marcin Jędrusiński zajął 6. miejsce
- bieg na 400 m
  - Marek Plawgo zajął 1. miejsce
  - Piotr Rysiukiewicz zajął 4. miejsce
  - Artur Gąsiewski odpadł w eliminacjach
- bieg na 800 m
  - Paweł Czapiewski zajął 1. miejsce
- bieg na 60 m przez płotki
  - Krzysztof Mehlich odpadł w półfinale
- sztafeta 4 x 400 m
  - Marek Plawgo, Piotr Rysiukiewicz, Artur Gąsiewski i Robert Maćkowiak zajęli 1. miejsce
- skok wzwyż
  - Grzegorz Sposób odpadł w kwalifikacjach
- skok o tyczce
  - Adam Kolasa zajął 4. miejsce
- skok w dal
  - Grzegorz Marciniszyn odpadł w kwalifikacjach
- pchnięcie kulą
  - Leszek Śliwa odpadł w kwalifikacjach
- siedmiobój
  - Michał Modelski zajął 10. miejsce

### Kobiety
- bieg na 200 m
  - Anna Pacholak odpadła w półfinale
- bieg na 400 m
  - Grażyna Prokopek odpadła w eliminacjach
- sztafeta 4 x 400 m
  - Anna Pacholak, Aneta Lemiesz, Anna Zagórska i Grażyna Prokopek zajęły 2. miejsce
- skok wzwyż
  - Anna Ksok zajęła 5.-7. miejsce
- skok o tyczce
  - Monika Pyrek zajęła 3. miejsce
  - Anna Rogowska odpadła w kwalifikacjach
- pięciobój
  - Magdalena Szczepańska zajęła 6. miejsce
  - Izabela Obłękowska zajęła 12. miejsce